# أبراهام سميث
ابراهام سميث (17 ديسمبر 1910 المملكة المتحدة - 1 يناير 1974) هو لاعب كرة قدم بريطاني سابق كان يلعب كلاعب وسط.